# Midnite
Pour les articles homonymes, voir Midnite (homonymie).
Midnite est un groupe de reggae originaire de Sainte-Croix dans les Îles Vierges américaines, formé en 1989 par les frères Ron et Vaughn Benjamin. Ce groupe a proposé une série de concerts continue de 1989 à 2014. 
Avec une discographie composée de prés de 70 albums, à ce jour, Midnite est à considérer comme le groupe de reggae le plus prolifique de ces 30 dernières années.
En 2015, il prend une nouvelle forme et devient Akae Beka.

## Biographie

### Naissance à Antigua puis St Croix
Ron et Vaughn grandissent dans un environnement musical. Leur père était un chanteur professionnel de calypso, de reggae et de soul. C'est donc tout naturellement qu'ils jouent de la musique dès leur plus jeune âge. Les deux garçons intègrent d'abord l'orchestre de l'Église locale et y jouent durant toute leur enfance et adolescence. Passionné de sociologie et d'histoire, Vaughn exerce très vite ses talents pour la poésie, l'écriture et la musique. A l'aise avec tous les instruments, Ron intègre quant à lui le backing band de son père puis convainc ensuite son frère de former un groupe.

### Débuts à Washington puis retour à St Croix
À partir de 1989, Midnite donne de nombreux concerts aux États-Unis. Basés à Washington ils livrent des concerts généreux qui atteignent parfois 4 à 5 heures.
Après la sortie de Unpolished en 1997, leur premier album, le groupe décide de revenir aux Îles Vierges, pour un retour aux sources créatif. 
Ils produisent ensuite Ras Mek Peace en 1999, enregistré à St Croix avec un son brut, presque live, sans effets. 
S'inspirant du roots reggae jamaïcain des années 1970, Midnite invente un son roots moderne et conscient typique des îles vierges. 

### Une carrière prolifique
Devenu un pilier de la philosophie Rastafari, le chanteur du groupe Vaughn Benjamin va rapidement multiplier les collaborations avec de nombreux studios locaux (I Grade, Fifth Son, Rastar, Higher Bound ...), et présente ainsi sa production importante de textes. Les albums de Midnite s'épanouissent alors dans une création musicale inédite dépassant le cadre du reggae traditionnel sans pour autant le trahir. La multitude de poèmes de Vaughn Benjamin proposent des commentaires politiques, sociaux et culturels engagés par le prisme de Rastafari.
Midnite enchaîne les albums (parfois 4 à 5 par an) et les tournées à travers le monde avec des concerts toujours aussi généreux. 
Ron Benjamin, compositeur et producteur du groupe, collabore également avec d'autres artistes comme Ikahba ou encore Dezarie. Les musiciens de Midnite accompagnent les 4 albums de la chanteuse produits par Ron Benjamin.  
Ils inspirent toute une nouvelle génération d'artistes dans les îles vierges américaines qui deviennent rapidement le nouveau lieu du roots moderne. On peut citer par exemple les artistes Dezarie, Pressure, Niyorah, Abja, Ras Attitude ou encore Danny I.
En janvier 2015, une tournée spéciale est annoncée pour les 25 ans du groupe, finalement annulée pour raisons médicales.

### Akae Beka
En juin 2015 le groupe prend une nouvelle forme autour de Vaughn Benjamin et devient Akae Beka. Leur première performance est proposée à l'occasion du Mandela Day le 7 juillet 2015 à Denver. 
Dans la même veine que Midnite, Vaughn Benjamin poursuit le même chemin avec les musiciens de la dernière formation.
Ron Benjamin se consacre lui de son côté à l'accompagnement de Dezarie sur scène et en studio.
Akae Beka sort une dizaine d'albums et enchaine les tournées : Amérique du Nord et du Sud, Caraïbes, Europe et Afrique.
Le 4 novembre 2019, est annoncée la mort du chanteur lead Vaughn Benjamin à l'âge de 50 ans.  

## Formations sur scène

### de 1989 à 2000
- Basse : Joe Straws
- Batterie : Ambrose "Amby" Connor
- Claviers, chœurs : Ron Benjamin
- Lead vocal : Vaughn Benjamin

### de 2000 à 2005
- Basse : Philip Merchant
- Batterie : Dion "Bosie" Hopkins
- Guitare : Abijah Hicks
- Claviers, chœurs : Ron Benjamin
- Lead vocal: Vaughn Benjamin

### de 2005 à 2015
- Basse, chœurs : Ron Benjamin (également Directeur Artistique du groupe)
- Batterie : Christian "Sly" Molina-Curet
- Guitare Rythmique : Edmund Fieulleteau
- Guitare Mélodique : Edwin "Kenny" Byron
- Claviers : Ras L (depuis 2008 à la place de Ankh Watep)
- Lead vocal : Vaughn Benjamin

## Discographie par studios
Midnite Band (Rastafaria)
- 1997 - Unpolished
- 1999 - Ras Mek Peace
- 2002 - Jubilees Of Zion
- 2002 - Seek Knowledge Before Vengeance
- 2003 - Intense Pressure (album contenant les versions dub de titres de Jubilees of Zion, Seek Knowledge Before Vengeance et d'Ainshant Maps)
- 2004 - Scheme A Things
- 2004 - Ainshant Maps
- 2008 - Live 94117 (album enregistré à San Francisco, 94117 étant son code postal)
- 2010 - What Makes A King ?
- 2011 - Anthology
- 2013 - Lion Out Of Zion

Midnite & I Grade collaboration
- 2001 - Nemozian Rasta
- 2002 - Assini
- 2003 - Vijan
- 2004 - Let Live
- 2006 - Jah Grid
- 2007 - Rule The Time
- 2011 - Kings Bell (produit par Andrew "Bassie" Campbell)
- 2014 - Beauty For Ashes
- 2014 - Ride Tru

Midnite & Branch I collaboration
- 2003 - Cipheraw
- 2003 - Geoman
- 2003 - He Is Jah
- 2004 - Project III

Midnite & Mystic Vision collaboration
- 2006 - Current
- 2006 - New 1000

Midnite & Ras L / Natural Vibes  collaboration
- 2004 - Full Cup
- 2006 - Thru & True
- 2008 - Maschaana

Midnite & Groundbreaking collaboration
- 2007 - Aneed

Midnite & Lion Tribe / Fifthson collaboration
- 2007 - Suns Of Atom
- 2008 - Standing Ground
- 2010 - Momentum
- 2011 - Standing Ground Dub
- 2012 - In Awe
- 2013 - Be Strong

Midnite & Desmond Williams collaboration
- 2008 - Kayamagan (l'enregistrement de ce disque date de 1999, entre Unpolished et Ras Mek Peace)

Midnite & Rastar collaboration
- 2007 - Better World Rasta
- 2008 - Supplication To H.I.M.
- 2009 - To Mene
- 2009 - Ina Now
- 2011 - Treasure
- 2011 - The Way
- 2012 - Children Of Jah
- 2013 - Children Of Jah Dubs
- 2014 - Better World Rasta Live Dubs

Midnite & Higher Bound studio collaboration
- 2007 - Bless Go Roun
- 2010 - Ark A Law
- 2013 - Free Indeed

Midnite & Iaahden Sounds collaboration
- 2014 - Stand The Test

Midnite & Lustre Kings collaboration
- 2007 - Infinite Quality
- 2008 - Infinite Dub

Midnite & Youssoupha Sidibe collaboration
- 2008 - For All

Midnite & Various artists collaboration
- 2002 - Weep Not
- 2008 - New Name
- 2008 - Gather The Remnant
- 2009 - Defender Of The Faith
- 2009 - Kings Of Kush
- 2009 - Frontline Souljah

Ronald Benjamin & Dezarie (Rastafaria productions)
- 2002 - Fya
- 2003 - Gracious Mama Africa
- 2008 - Eaze the pain
- 2010 - The Fourth Book
- 2014 - Love in your meditation

### Akae Beka
- 2015 - Homage to The Land (Fifthson)
- 2016 - Portals  (I Grade)
- 2016 - Livicated  (Zion High)
- 2017 - Jahsaydo (Uhuru Boys)
- 2018 - Kings Dub (I Grade)
- 2018 - Nurtured Frequency (Haze St.)
- 2018 - Topaz (Soundponics)
- 2019 - Hail The King (Higher Bound)
- 2019 - Mek A Menshun (Zion High)
- 2020 - DefendJah (Rastar & Ras L)
- 2020 - Protocols (Iaadhen Sounds)
- 2020 - The Spirit of Standing Up (Ras L)
- 2021 - Righteous Synergy (Fifthson)
- 2021 - Polarities (Zion I Kings)
- 2024 - Living Testament (Go A Chant)
- 2024 - The Akae Beka Scrolls (Go A Chant)
- 2024 - Living Testament in Dub (Go A Chant)

## Anecdotes
- 1re collaboration en 2012 avec un groupe français, Rod Anton and the Ligerians sur l'album 'Reasonin'
- À deux reprises, l'émission Boulibaï Vibrations de France Inter a réalisé une émission spéciale Midnite.
- L'album Kings Bell a été enregistré en Jamaïque au studio Tuff Gong par le producteur Andrew "Bassie" Campbell. Pour cette première collaboration musicale entre la Jamaïque et les îles Vierges, Vaughn Benjamin s'est entouré des plus grands musiciens jamaïcain du genre avec, entre autres, le batteur Leroy "Horsemouth" Wallace, le guitariste Earl "Chinna" Smith ou encore le percussionniste Uziah "Sticky" Thompson.
- En 2015,  un nouveau groupe se forme autour de Vaughn Benjamin sous le nom de "Akae Beka". Cette nouvelle formation propose des concerts à partir d'août 2015 avec Edmund Fieulleteau et Edwin Byron aux guitares, Sly Molina à la batterie, Ras L à la basse, Suren Fenton aux claviers et Vaughn Benjamin au chant.